# Harold Q. Masur
Harold Q. Masur (* 29. Januar 1909 in New York; † 16. September 2005 in Boca Raton, Florida) war ein US-amerikanischer Jurist und Schriftsteller.

## Leben
Masur studierte Rechtswissenschaften an der School of Law (University of New York) und begann anschließend in einer Kanzlei zu arbeiten. Von dort aus meldete er sich 1942 zur US Air Force und blieb dort während des gesamten Zweiten Weltkriegs.
Nach Kriegsende kehrte Masur nach New York zurück und begann als Anwalt zu arbeiten. Parallel dazu begann er zu schreiben; mit seinem Roman Burry me deep konnte er 1947 erfolgreich debütieren. Neben seinem eigenen Namen benutzte er auch die Pseudonyme Edward James und Guy Fleming.
Masur war Mitglied des Schriftstellerverbandes Mystery Writers of America (MWA) und zwischen 1973 und 1974 auch dessen Präsident.
Im Alter von 96 Jahren starb Harold Q. Masur am 16. September 2005 in Boca Raton und fand dort auch seine letzte Ruhestätte.

## Rezeption
Masurs erste literarische Versuche waren Erzählungen, welche bald auch verschiedenen Pulp Magazine, wie „Argosy“, „Popular Detective“, „Detective Story Magazine“ u. a. erschienen. Seinen größten Erfolg konnte er mit seinem Protagonisten „Scott Jordan“ erzielen, einem Rechtsanwalt aus New York, der nebenbei auch dort als Privatdetektiv arbeitet. Es scheint, dass einiges an Autobiographischem in diese Rolle geflossen ist, wobei die „Fälle“ sicherlich alle der Fantasie entsprungen sind.

Die Scott-Jordan-Reihe umfasst neun Romane und eine Anthologie mit mehreren Erzählungen. 1981 erschien ein weiterer Roman um Scott Jordan, der sich aber sehr deutlich von der früheren Reihe unterschied und kaum mehr als gleichen Namen hatte. Die Figur Scott Jordan ist am ehesten noch vergleichbar mit Erle Stanley Gardners Perry Mason.

## Werke (Auswahl)
- Scott Jordan Zyklus

1. Scott und die Blondine. Kriminalroman („Burry me deep“, 1947). Goldmann, München 1966.
2. Scott und der Dicke. Kriminalroman („Suddenly a corpse“, 1949). Goldmann, München 1966.
3. Scott und die Schieber. Kriminalroman („The big money“, 1954). Goldmann, München 1966.
4. Scott und die lachenden Witwen. Kriminalroman („You can't live forever“, 1951). Goldmann, München 1966.
5. Scott im Hexenkessel. Kriminalroman („The last gamble“, 1958). Goldmann, München 1966.
6. Scott und die schöne Gräfin. Kriminalroman („So rich, so lovely and so dead“, 1952). Goldmann, München 1967.
7. Scott unter Mordverdacht. Kriminalroman („Tall, dark and deadly“, 1956). Goldmann, München 1967.
8. Scott im Rampenlicht. Kriminalroman („The legacy lenders“, 1967). Goldmann, München 1967.
9. Scott und die reiche Klientin. Kriminalroman („Make a killing“, 1964). Goldmann, München 1967.

- The name is Jordan. Stories. Pyramid Books, New York 1962.
- Seltsame Klienten. Kriminalroman („Send another hearse“, 1960). Scherz Verlag, Stuttgart 1961 (Die schwarzen Kriminalromane; 148).
- The attorney. Random House, New York 1973, ISBN 0-394-46517-2.
- The broker. St. Martin’s Press, New York 1981, ISBN 0-312-10589-4.
- The mourning after. A Scott Jordan novel of suspense. St. Martin’s Press, New York 1981, ISBN 0-312-54953-9.